# Nectamia viria
Nectamia viria är en fiskart som beskrevs av John Fraser 2008. Nectamia viria ingår i släktet Nectamia och familjen Apogonidae. Inga underarter finns listade i Catalogue of Life.